# Chiojdu
Chiojdu is een Roemeense gemeente in het district Buzău.

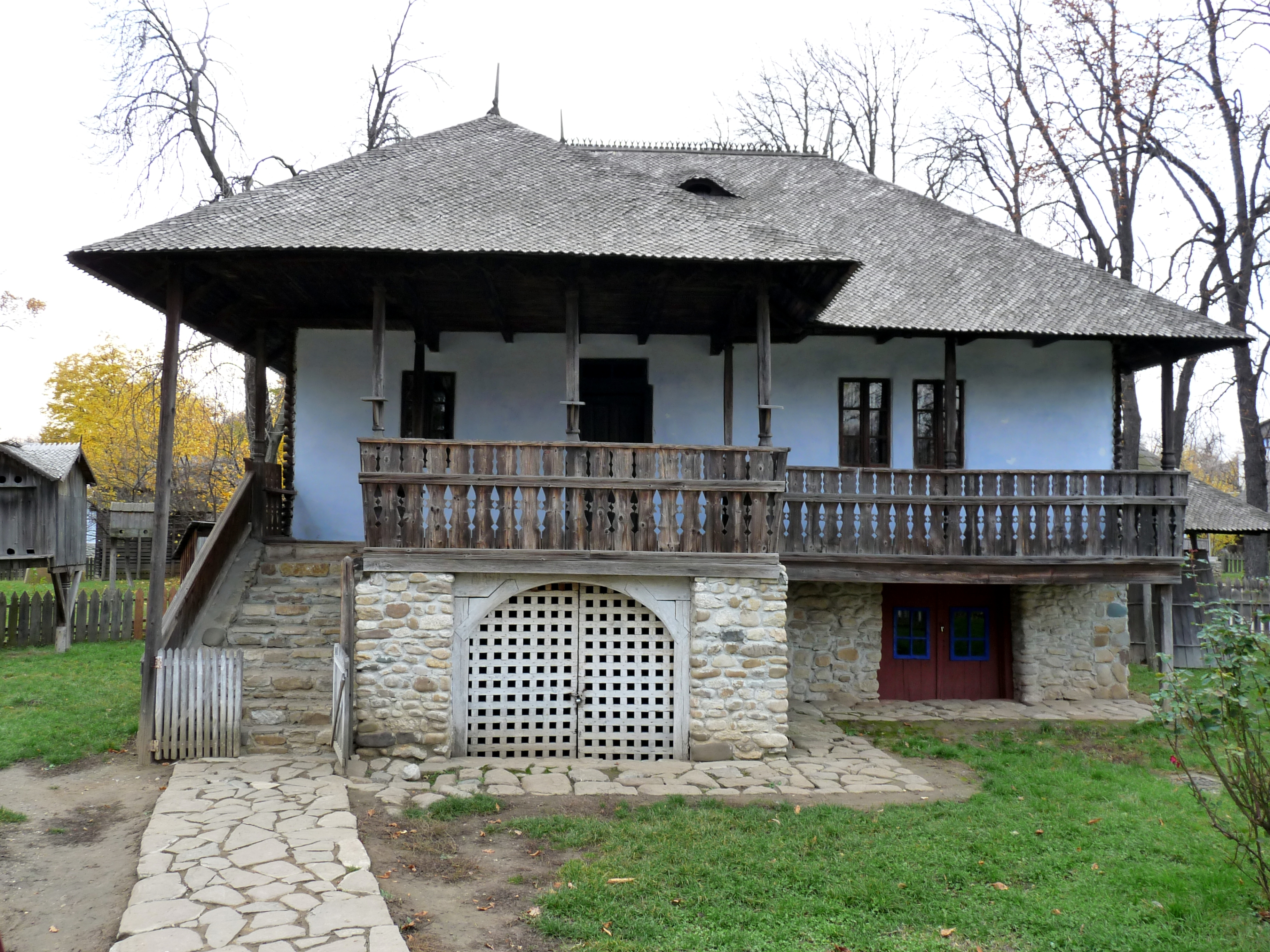
18e-eeuws huis uit Chiojdu, thans in het Dorpsmuseum in Boekarest

Chiojdu telt 3661 inwoners.